# 斯特凡·索菲扬斯基
斯特凡·安东诺夫·索菲扬斯基（發音：[ˈstɛfɐn sofiˈjanski]；1951年11月7日—），保加利亚民主力量联盟领导人。1997年担任3个月的看守总理和索非亚市长（1995－2005）。
毕业于卡尔·马克思高等经济学院，共产党统治时期在和信息交通部工作。他曾在菲利普·季米特洛夫政府任职，并加入民主力量联盟，1995年11月当选索非亚市长，1999年和2003年连任，直到2005年他成为一名国会议员后辞职。1997年保加利亚陷入严重的经济危机和政治危机，2月12日总统佩特尔·斯托扬诺夫宣布提前在4月19日举行大选，同时任命他为看守总理。
2001年，索菲扬斯基宣布退出民主力量联盟（UDF），自己组建政党自由民主联盟 （页面存档备份，存于）。2008年6月，保加利亚举行首次同性恋游行，索菲扬斯基在接受Darik电台采访时说他“如果他还是索菲亚市长，永远不会授权游行”，“同性恋是圣经所谴责的和是反常的，无权宣传。这就好像小偷游行——因为那些人道德的小偷。”
索非扬斯基已婚，有三个女儿。人们经常在公共场合或索非亚的爵士乐俱乐部看见他们夫妇俩。索非扬斯基以他的微笑、和蔼可亲的性情和受到下属爱戴而闻名。